# Ван Хао (легкоатлет)
Ван Хао (кит. 王浩; род. 16 августа 1989, Внутренняя Монголия) — китайский легкоатлет, специалист по спортивной ходьбе. Выступал за сборную КНР по лёгкой атлетике в конце 2000-х — начале 2010-х годов, чемпион мира, чемпион Азиатских игр, победитель Кубка мира в личном и командном зачётах, победитель и призёр первенств республиканского значения, участник летних Олимпийских игр в Пекине.

## Биография
Ван Хао родился 16 августа 1989 года в автономном районе Внутренняя Монголия.
Впервые заявил о себе в сезоне 2007 года, когда стал чемпионом КНР в ходьбе на 20 км.
Благодаря череде удачных выступлений удостоился права защищать честь страны на летних Олимпийских играх 2008 года в Пекине — в программе ходьбы на 20 км показал результат 1:19:47, расположившись в итоговом протоколе соревнований на четвёртой строке.
В 2009 году в той же дисциплине получил серебро на чемпионате мира в Берлине (поднялся на первую позицию после дисквалификации россиянина Валерия Борчина), одержал победу на Спартакиаде народов КНР в Цзинане — во втором случае установил свой личный рекорд 1:18:13.
В 2010 году на Кубке мира по спортивной ходьбе в Чиуауа был лучшим в личном и командном зачётах 20 км, на домашних Азиатских играх в Гуанчжоу так же превзошёл всех соперников и завоевал золото.
На чемпионате мира 2011 года в Тэгу занял 13-е место (впоследствии в связи с дисквалификацией нескольких ходоков переместился в итоговом протоколе на восьмую позицию).
В 2012 году на Кубке мира в Саранске показал 27-й результат в личном зачёте 20 км, при этом китайские ходоки стали вторыми в командном зачёте (поднялись до первой позиции после пересмотра результатов сборной России).
В 2013 году выиграл бронзовую медаль командного зачёта 20 км на Спартакиаде народов КНР в Шэньяне.
Завершил спортивную карьеру по окончании сезона 2019 года.